# Međuvladin panel o klimatskim promenama
Međuvladin panel o klimatskim promenama (engleski: Intergovernmental Panel on Climate Change, IPCC) nastao je 1988. na zahtev Ujedinjenih nacija, Svetske meteorološke organizacije i Programa za okolinu UN-a (UNEP) da bi procenio rizik od klimatskih promena uzrokovanih ljudskom aktivnošću.
IPCC je 2007. godine podelio Nobelovu nagradu za mir sa bivšim potpredsednikom SAD-a Alom Gorom .
IPCC ne vrši istraživanja, niti prati klimatske i druge fenomene. Jedna od glavnih aktivnosti IPCC je izdavanje posebnih izveštaja vezanih za primenu Okvirne konvencije UN o promeni klime (UNFCCC). IPCC svoje procene uglavnom temelji na naučnoj literaturi. IPCC-ovi izveštaji često se citiraju u debatama vezanim za promenu klime. Većina država i međunarodnih organizacija smatra UN-ov klimatski panel autoritetom. Sve IPCC-ove tehničke izveštaje detaljno proveravaju naučnici.